# Viamão
Viamão es un municipio brasileño del estado de Rio Grande do Sul.
Su población estimada para el año 2003 era de 246 355 habitantes.
Ocupa una superficie de 1494,3 km².
El municipio se encuentra a orillas del río Guaíba y la Laguna de los Patos.